# Escudo de las Cortes Valencianas
Según el artículo primero del capítulo I de las "Normas sobre blasones, etiqueta y formulario de las Cortes Valencianas", que acompaña al reglamento, aprobado en el Palacio de la Generalidad Valenciana, el 9 de marzo de 1983:
"El escudo de las Cortes será el mismo timbre heráldico de la Generalidad Valenciana, junto con el cual podrán usar también los emblemas de sus tres brazos tradicionales - militar, eclesiástico y real - constituidos, respectivamente, por los sellos de las imágenes de San Jorge, la Virgen María y el Ángel Custodio.
Como símbolo de la inviolabilidad de las Cortes, éstas tendrán también la prerrogativa tradicional de colocar, en el lugar dónde se celebren las sesiones, un portero con maza de plata, el cual dependerá del Presidente".

## Enlaces de interés
- Página oficial de las Cortes Valencianas

- Datos: Q3393096